# Wishes on a Falling Star
Wishes on a Falling Star è un film documentario del 2010 diretto da Paolo Cellamare, Jacopo Cecconi e  Giammarco Sicuro.

## Trama
Il film mostra elementi della vita a Cuba quali prostituzione, contrabbando e truffe registrati utilizzando una telecamera nascosta. Parte integrante del film è una lunga intervista alla blogger cubana Yoani Sánchez, resa pubblica in esclusiva.

## Produzione
Il film è stato girato clandestinamente nell'estate 2009 e finanziato in maniera indipendente.

## Distribuzione
È stato trasmesso in Italia nel maggio 2010 da Rai 3 all'interno del programma Agenda del mondo con uno share del 12%.

## Riconoscimenti
- Valdarno Cinema Fedic: Miglior Documentario 2010 per la Giuria Giovani